# Бондаренко, Иван Николаевич (дизайнер)
Иван Николаевич Бондаренко (род. 10 сентября 1960 года, Днепродзержинск, Днепропетровская область, УССР, СССР) — российский художник-монументалист, эмальер, член-корреспондент РАХ (2021).

## Биография
Родился 10 сентября 1960 года в городе Днепродзержинске, живёт и работает в Москве.
В 1988 году — окончил Московское высшее художественно-промышленное училище (сейчас — РГХПУ имени Строганова), руководитель мастерской — О. П. Филатчев.
С 1989 года — член Московского союза художников, с 2000 года — член Творческого союза художников России.
В 2021 году — избран членом-корреспондентом Российской академии художеств от Отделения дизайна.

## Творческая деятельность
Основные произведения: иконы, выполненные в технике горячей эмали, для фасадов храма Архангела Михаила в деревне Путилково (Московская область, 2015), храма Вознесения в Звенигороде (2007), храма Казанской иконы Божией Матери в деревне Бушарино (Московская область, 2019) и другие.
Произведения находятся в собраниях Калужского музея изобразительных искусств, Тульского областного художественного музея.
Основные персональные выставки: «С любовью к жизни» в Москве, в Центре пропаганды изобразительного искусства во Владимире (2019, 2021), «Безграничная эмаль» в Выставочном зале Тулы (2020), «С любовью …» в Калужском музее изобразительных искусств (2020), «Эмаль как музыка огня» в Выставочном зале Тулы (2020), «Три грани» в Калужском музее изобразительных искусств (2021).

## Награды
- Золотая медаль РАХ (2017)
- Бронзовая медаль РАХ (2015)